# Chris Jones (Fußballspieler, 1945)
Christopher Martin Nigel „Chris“ Jones (* 19. November 1945 in Altrincham) ist ein ehemaliger englischer Fußballspieler. Als Stürmer war er zunächst bei Manchester City, das in der Saison 1967/68 die englische Meisterschaft gewann, nur Ergänzungsspieler, bevor er in den unteren Profiligen bei Vereinen wie Swindon Town, dem FC Walsall, York City und dem AFC Rochdale regelmäßiger zum Einsatz kam.

## Sportlicher Werdegang
Jones begann seine Laufbahn bei Manchester City. Dort war er zwar in Jugendjahren recht erfolgreich und erzielte im Januar 1964 als erster Spieler des Vereins im FA Youth Cup gegen den FC Middlesbrough (6:1) einen Hattrick, aber im Seniorenbereich war er zwischen 1965 und 1968 nur in der Reservemannschaft eine feste Größe. In der ersten Mannschaft wurden ihm auf seiner Position Konkurrenten wie Derek Kevan und Jimmy Murray vorgezogen. So musste er bis zum 3. Dezember 1966 warten, als er Mike Summerbee beim 1:1 gegen Nottingham Forest vertrat. Bei seinem zweiten Einsatz schoss er gegen West Bromwich Albion (3:0) sein erstes Tor. In der folgenden Spielzeit 1967/68 absolvierte er nur zwei Meisterschaftsspiele und so trug Jones zum Gewinn der englischen Meisterschaft in jedem Fall zu wenig zum Erhalt einer offiziellen Medaille bei. Im Juli 1968 wechselte er schließlich zum Drittligisten Swindon Town.
In Swindon verhalf er dem neuen Team in seiner ersten Saison mit sieben Toren zum Aufstieg in die zweite Liga. In den folgenden drei Jahren absolvierte er jedoch nur rund die Hälfte der Partien und im Januar 1972 lieh ihn der Klub kurzzeitig an den Drittligisten Oldham Athletic aus. Bereits im folgenden Monat wurde er dann innerhalb der Third Division zum FC Walsall transferiert. Dort war er bis Juni 1973 Stammspieler und er erzielte in der Saison 1973/74 erstmals in seiner Laufbahn eine zweistellige Ausbeute an Ligatoren. Es folgte der Wechsel zum Ligakonkurrenten York City, bei dem Jones seine wohl beste Karrierephase durchlebte.
Er schoss bei seinem Debüt gegen Charlton Athletic (4:2) seinen ersten Treffer und seine erfolgreiche Sturmpartnerschaft mit Jimmy Seal war ein entscheidender Faktor dafür, dass York City 1974 zum ersten Mal in der Vereinsgeschichte der Zweitligaaufstieg gelang. Der Klub profitierte auch fortan in der ungewohnten Spielklasse von Jones’ Erfahrung und dieser steuerte gegen Cardiff City (1:0) den Treffer zum ersten Zweitligasieg des Vereins bei. Danach machte er besonders mit den beiden „Doppelpacks“ zum 2:0 und 3:2 gegen den späteren FA-Cup-Finalisten FC Fulham auf sich aufmerksam – auch gegen den späteren Aufsteiger Norwich City schoss er zwei Tore zum knappen 3:2-Sieg. Insgesamt erzielte Jones für York City 37 Tore in 107 Pflichtspielen, bevor er im August 1976 beim Viertligisten Huddersfield Town anheuerte. In der untersten Profispielklasse ließ Jones fortan seine Laufbahn ausklingen, wobei er ab Juli 1977 für die Doncaster Rovers, danach ab Januar 1978 leihweise für den FC Darlington und ab 1978 noch einmal etwas regelmäßiger für den AFC Rochdale agierte.
Nach seinem Rücktritt als Profisportler war der Amateurklub Bridlington Trinity seine letzte bekannte Station. Später blieb Jones, der auch Aushilfslehrer an der Tadcaster Grammar School arbeitete, dem Fußball vor allem als Radiokommentator erhalten, wo er bei BBC Radio York Spiele seines Ex-Klubs York City zu begleiten begann.